# Il Balletto di Bronzo
Il Balletto di Bronzo — итальянский музыкальный коллектив, игравший прогрессивную рок-музыку в конце 1960-х годов — 1973 году и воссозданный в конце 1990-х годов.

## История и творчество
Группа сформирована в конце 1960-х годов в Неаполе (Италия) под названием «Battitori Selvaggi» и играла на военных базах НАТО.
Сменила название на «Il Balletto di Bronzo», по-видимому, в 1968 или 1969 году, после чего записала два сингла. (Также к этому времени относятся несколько записей на испанском языке, позднее выпущенных на синглах и альбоме Il re del castello).
В составе вокалиста и гитариста Марко Сечьони (Marco Cecioni), гитариста Лино Аджелло (Lino Ajello), басиста Мишеля Купаюло (Michele Cupaiuolo) и барабанщика Джанкарло Стинга (Giancarlo Stinga) группа записала в 1970 году первый альбом Sirio 2222, характеризующийся переходным от психоделического к прогрессивному звучанием. Альбом включает длинную титульную сюиту «Missione Sirio 2222» и ряд простых по форме коротких композиций.
В 1971 году состав группы наполовину изменился: место вокалиста занял Джанни Леоне (Gianni Leone), также игравший на клавишных, который пришёл из первого состава группы «Città Frontale», а басистом стал Вито Манцари (Vito Manzari), пришедший из «Quelle Strane Cose Che». Во втором составе группой в 1972 году записан более яркий, чем первый, и полностью прогрессивный по характеру музыки и звучания альбом Ys. Свет своевременно увидела только италоязычная запись, хотя существовала и англоязычная, выпущенная через 20 лет.
В 1973 году группа была распущена.
В конце 1990-х годов Леоне создал группу под тем же названием, пригласив басиста Ромоло Амичи (Romolo Amici) и ударника Уго Вантини (Ugo Vantini) из неопрогрессивной группы «Divae». Записи с нескольких концертов этого состава выпущены в 1999 году на диске Trys. В июне 2000 года на фестивале NEARfest группа Леоне замечена уже в ином составе, включающем — вместо Амичи и Вантини — Алессандро Корси (Alessandro Corsi) и Риккардо Спилли (Riccardo Spilli), на басу и ударных, соответственно.

## Состав

### 1969—70 годы
- Марко Сечьони (Marco Cecioni) (вокал, гитара)
- Лино Аджелло (Lino Ajello) (гитара)
- Мишель Купаюло (Michele Cupaiuolo) (бас-гитара)
- Джанкарло Стинга (Giancarlo Stinga) (ударные)

### 1971—73 годы
- Джанни Леоне (Gianni Leone) (клавишные, вокал)
- Лино Аджелло (гитара)
- Вито Манцари (Vito Manzari) (бас-гитара)
- Джанкарло Стинга (ударные)

### 1998(?)—99 годы
- Джанни Леоне (клавишные, вокал)
- Ромоло Амичи (Romolo Amici) (бас-гитара)
- Уго Вантини (Ugo Vantini) (ударные)

### 2000 год
- Джанни Леоне (клавишные, вокал)
- Риккардо Спилли (Riccardo Spilli) (ударные)
- Алессандро Корси (Alessandro Corsi) (бас-гитара)

## Дискография
- Sirio 2222 (1970)

1. Un posto
2. Eh eh ah ah
3. Neve calda
4. Ma ti aspetterò
5. Meditazione
6. Girotondo
7. Incantesimo
8. Ti risveglierai con me
9. Missione Sirio 2222

- YS (1972)

1. Introduzione
2. Primo Incontro
3. Secondo Incontro
4. Terzo Incontro
5. Epilogo
6. La Tua Casa Comoda (1973 — дополнительная дорожка)

- Il re del castello (1990, запись 1969 года)

1. Accidenti
2. Il re del castello
3. Neve calda
4. Accidenti
5. Nieve calda
6. Sì, mama mama
7. Eternità

- YS (английская версия) (1992)

1. Introduzione
2. Secondo Incontro

- Trys (1999, «живая» запись)

1. La discesa nel cervello
2. Tastiere isteriche
3. Marcia in sol minore
4. Donna Vittoria
5. Optical surf beat
6. Introduzione
7. Primo incontro
8. Secondo incontro
9. Terzo incontro ed epilogo
10. Technoage
11. Love in the kitchen